# Gare de Bonnières
Pour les articles homonymes, voir Bonnières.
La gare de Bonnières est une gare ferroviaire française de la ligne de Paris-Saint-Lazare au Havre, située sur le territoire de la commune de Bonnières-sur-Seine dans le département des Yvelines en région Île-de-France.

## Situation ferroviaire
Elle est située au point kilométrique 68,825 de la ligne de Paris-Saint-Lazare au Havre à 21 m d'altitude. Elle est située sur le groupe V du réseau Transilien Paris-Saint-Lazare.

## Histoire
La gare est située sur la ligne de Paris-Saint-Lazare au Havre. La section comprenant la gare de Bonnières fut ouverte le 9 mai 1843 et électrifiée en 25 kV - 50 Hz le 11 janvier 1966.
Depuis 2004, elle est desservie par des Transilien J à destination de Vernon - Giverny ou de Paris Saint-Lazare. Depuis 2023, les VB 2N ont laissé place à des Z 50000, plus modernes.

## Fréquentation
En 2011, en moyenne 1160 voyageurs sont montés quotidiennement dans un train dans cette gare.
De 2015 à 2023, les estimations de la SNCF sont les suivantes :
| Année         | 2015    | 2016    | 2017    | 2018    | 2019    | 2020    | 2021    | 2022    | 2023    |
| ------------- | ------- | ------- | ------- | ------- | ------- | ------- | ------- | ------- | ------- |
| Fréquentation | 789 125 | 749 898 | 713 057 | 665 715 | 636 589 | 278 424 | 619 227 | 771 930 | 821 412 |

## Service des voyageurs

### Desserte
La gare est desservie par les trains de la ligne J du Transilien (réseau Paris-Saint-Lazare) et par les trains TER Normandie de la relation Paris-Saint-Lazare – Rouen-Rive-Droite.
Depuis le 14 décembre 2008, il s'agit de la dernière gare en Île-de-France desservie par des trains en direction de la Haute-Normandie. La tarification relevant du syndicat des transports d'Île-de-France (STIF) n'est donc pas valable au-delà.

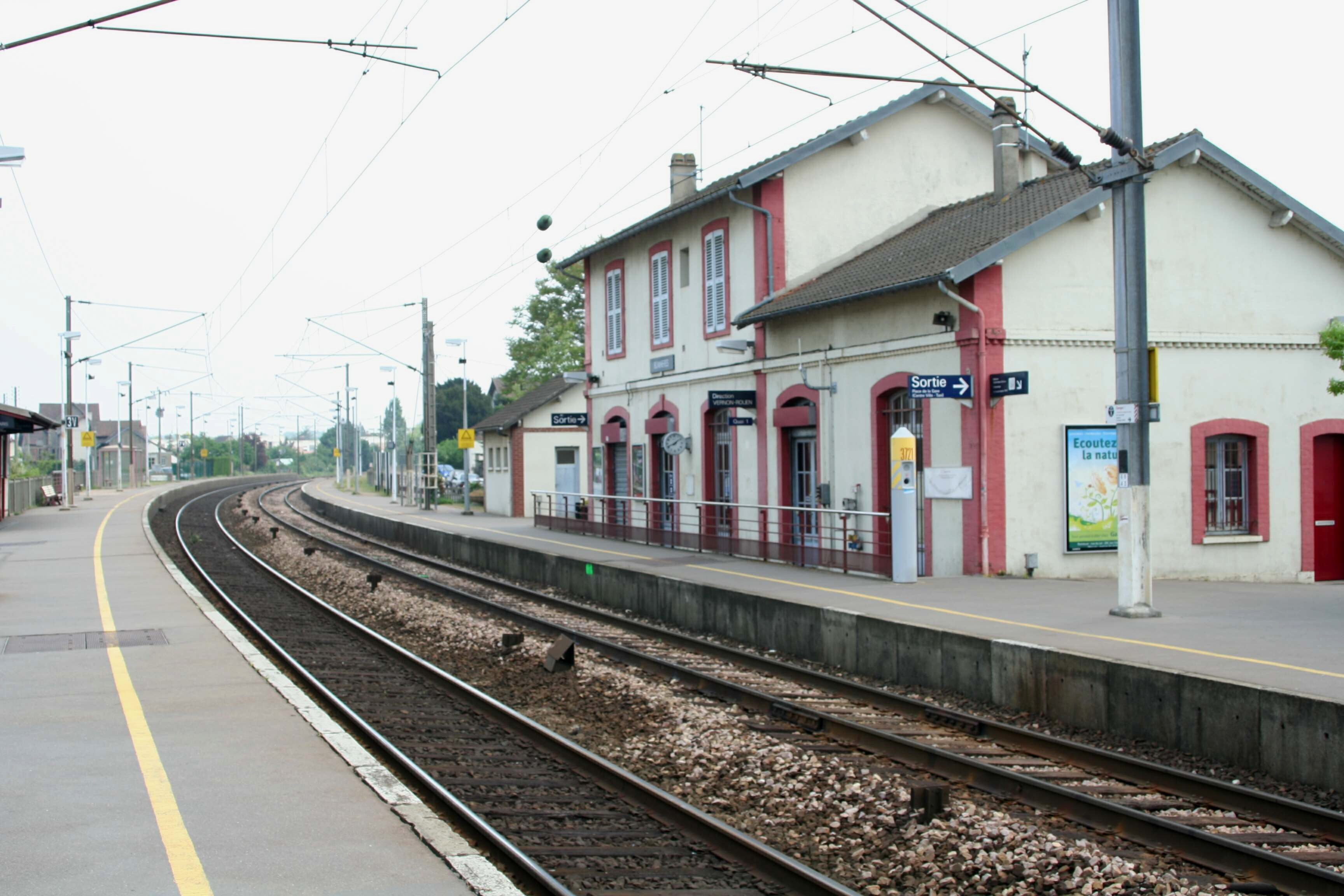
Le bâtiment de la gare vu depuis le quai pour Paris.

### Intermodalité
La gare est desservie par les lignes 1, 2A, 2B, 4, 5, 7, 71, 75, 76 et 77 du réseau de bus du Mantois.

## Service des marchandises
Cette gare est ouverte au service du fret (toutes marchandises, desserte d'installations terminales embranchées et wagons isolés pour certains clients).